# Рюмівське
Рю́мівське —  село в Україні, у Прибужанівській сільській громаді Вознесенського району Миколаївської області. Населення становить 115 осіб. До 2016 року орган місцевого самоврядування — Дмитрівська сільська рада.